# Göppingen Gö 3
Il Göppingen Gö 3 Minimoa, codice RLM 108-59, era un aliante monoposto prodotto a partire dal 1935 dall'azienda tedesca Schempp-Hirth Flugzeugbau GmbH di Göppingen.
Fu progettato da Martin Schempp e Wolf Hirth; il prototipo debuttò nell'estate del 1935 in occasione di una competizione di volo a vela.
Caratteristiche del velivolo sono le ali che presentano una piegatura, la silhouette divenne in seguito il logo dell'azienda.

## Storia del progetto
Un velivolo molto simile a questo identificabile come la versione precedente del modello di oggi, venne lanciato durante la guerra civile spagnola nel 1936 dietro le linee repubblicane.
Oggi il velivolo è presente nelle aviazioni tedesche, italiane, norvegesi, spagnole, inglesi (dove sono stati venduti i maggior numeri di esemplari), americana (usato soprattutto per i viaggi nei canyon), brasiliana e russa (dove il velivolo è stato ribattezzato Polikev F).
Il velivolo è molto apprezzato da tutti i piloti dei paesi utilizzatori per la sua manovrabilità e stabilità nella fase di atterraggio, soprattutto quando a bordo vi sono dei passeggeri. Il numero di questi ultimi varia dai 3 ai 7. Le aviazioni lo prediligono agli altri equivalenti per il minimo costo e per le attrezzature a bordo innovative.